# The xx
The xx é uma banda Indie britânica do sudoeste de Londres, Inglaterra. Os vocalistas Romy Anna Madley Croft e Oliver David Sim se conheceram aos 3 anos de idade e tornaram-se melhores amigos (estudaram juntos o jardim de infância). Aos 11 anos conheceram Jamie Smith.
Formada originalmente por Romy Madley Croft (vocais e guitarra), Oliver Sim (vocais e baixo), Jamie xx (beats e produção) e Baria Qureshi (teclado), em 2005. 

## História
Os amigos e fundadores da banda, Romy e Oliver, começaram a se interessar por música no início da adolescência. Certo dia, durante as férias de verão, confessaram um pro outro a vontade de fazer música. Após Romy, Jamie e Oliver irem juntos a um show da banda The White Stripes aos 13 anos, resolveram tentar fazer seu próprio som. Foi quando começaram a escrever suas letras em seus quartos no silêncio da noite. Começaram fazendo covers de bandas e cantores variados, como Teardrops (do grupo de R&B Womack & Womack), Hot Like Fire (da cantora Aaliyah) e Do You Mind (da cantora Kyla). Suas gravações eram compartilhadas no MySpace.
Sua forma de cantar em dueto no estilo ele/ela, às vezes comparada a banda The Kills, muito tem a ver com o fato de que ambos vocalistas, no início, se achavam muito tímidos para cantarem sozinhos, mesmo na companhia apenas um do outro. Foi então que resolveram cantar ao mesmo tempo.
Jamie xx presenteou Romy Madley Croft com sua primeira guitarra, uma  Epiphone Les Paul.
Os integrantes da banda cresceram morando cerca de 5 minutos das casas uns dos outros. "Eu não me lembro de uma época em que eu não a conhecesse... Nós fomos juntos para a escola primária, secundária, faculdade e pra banda", diz Oliver sobre Romy.

### 2005-2009: Formação e primeiro álbum
Os membros originais reuniram-se na Elliott School, escola do sul de Londres notável por seus ex-alunos, incluindo músicos como Hot Chip, Burial e Four Tet.
. Baria Qureshi, colega do colégio juntou-se a dupla em 2005. No ano seguinte, Jamie Smith (Jamie XX) juntou-se aos amigos, formando assim, o inicial quarteto.
O estilo de se vestir (sempre de preto) e a pouca idade dos integrantes logo chamou a atenção da mídia especializada. Faixas do primeiro álbum, como 'Crystalised', 'Stars' e 'Shelter' foram escritas pela dupla de vocalistas aos 15 anos. Quando o primeiro álbum intitulado Xx (álbum) foi lançado, em 2009, todos os integrantes tinham ou iriam fazer 20 anos de idade. Seu estilo minimalista e vocais sensuais e sussurrados caíram no gosto da crítica e do público em um ano repleto de lançamentos de música pop.
Antes do lançamento do primeiro álbum, a banda chegou a ser apresentada por sua gravadora Young Turks, ao produtor Diplo. Porém, segundo Sim, apesar de terem sido muito divertidas as tentativas, a influência do produtor tirava as características da banda. Então preferiram deixar a produção sob a responsabilidade de Smith.São conhecidos por não usarem pronomes do tipo he/she (ele/ela) em suas canções, pois segundo eles seus ouvintes são livres para interpretá-las como quiserem, livre de gêneros. Os integrantes também deixam claro que as declarações românticas nas letras nunca foram endereçadas uns aos outros. Somente duas músicas falam do relacionamento entre o trio: 'Our Song', em que Romy e Oliver compuseram em homenagem a amizade do trio.
EE 'Test Me', que Romy compôs para Oliver. 'Test Me' fala sobre os desafios de uma amizade longa, que enfrenta desafios mas no fim sempre sai mais fortalecida. A canção conta com vocais inéditos de Jamie.
Em 2009, apareceram no 6.º lugar da lista NME The Future 50 list, destacando-se entre os novos e promissores grupos britânicos.
O álbum de estreia obteve aclamação mundial, alcançando nota 87 no Metacritic

### 2009: Saída da guitarrista e tecladista Baria Qureshi
Em 11 de Novembro de 2009, foi confirmado que a tecladista Baria Qureshi deixaria a banda após perder vários espetáculos agendados, alegando cansaço. Por outro lado, a tecladista alega que foi expulsa da banda. Em entrevistas, Jamie Smith disse que somente ele, Romy e Oliver estavam realmente comprometidos em levar a banda a sério e que a decisão sobre a saída de Baria foi tomada em comum acordo entre os três. Porém nem o trio nem Baria nunca quiseram entrar em detalhes sobre os reais motivos da saída da tecladista. O fato é que ela não foi substituída, e a banda continuou como um trio.

### 2010: Prêmio Mercury Prize
Na contramão da maioria das bandas, nas quais os integrantes apenas interagem no palco e muitas vezes mal convivem juntos por suas brigas de egos, o The xx são mais do que colegas de bandas. Segundo Romy Madley Croft, a banda é formada por três melhores amigos, que se encontraram ainda na infância e que começaram a fazer música.
Em 2010 a banda ganhou o conceituado Mercury Prize Awards, prêmio anual concedido ao melhor álbum do Reino Unido e Irlanda, deixando para trás bandas como Mumford & Sons e Foals.

### Aparições em séries e filmes
A banda alcançou bastante popularidade no Brasil, depois de ter incluída uma de suas canções (Angels, do álbum Coexist) como tema da minissérie Amores Roubados da Rede Globo em 2014, faixas do trio de indie pop inglês chegaram a liderar as vendas no iTunes. Em 2015, a banda, junto com o single 'Together', faz parte da trilha sonora internacional da segunda fase da novela Além do Tempo.
A faixa Intro também foi usada por Rihanna em sua música Drunk on Love do álbum Talk That Talk e Beyoncé cantou parte da música 'Angels' em sua turne On The Run Tour.
Também apareceu na Trilha Sonora Original (OST) de "The Great Gatsby (2013)" em português, "O Grande Gatsby", na Faixa 16 "Together" do "The Great Gatsby (Deluxe Edition)", que toca no final do longa.
The XX se apresentou em Glastonbury, SXSW, Coachella e Isle of Wight Festivals.

### 2012-2013: Lançamento do Coexist
Lançado em 5 de setembro de 2012, Coexist foi o segundo álbum de estúdio da banda. Ainda mais minimalista e refinado, quase claustrofóbico, as melodias encontram-se ainda mais escassas de instrumentos.
Em 2013 o The xx fez seu primeiro show no Brasil, nas cidades do Rio de Janeiro e São Paulo. Esta última cidade encerrou a Coexist Tour.
O álbum obteve uma recepção bastante positiva da mídia especializada.

### 2014-2016 Lançamento do álbum In Colour de Jamie xx
Em maio de 2015, Jamie xx lançou seu elogiado disco solo intitulado In Colour, que contou com a participação de seus amigos de banda. Romy participou de duas faixas: 'Loud Places' e 'SeeSaw'. Oliver participou da faixa 'Stranger in a Room'. Assim como em seus trabalhos anteriores com o The xx, Jamie obteve bastante êxito com seu 'In Colour', sendo indicado ao Grammy Award na categoria de música eletrônica.

### 2016-2017 Lançamento do álbum I See You
Em novembro de 2016, a banda anunciou que o lançamento do seu terceiro álbum será em 13 de janeiro de 2017 após hiato de 4 anos. Eles também lançaram o primeiro single do album, "On Hold".
Em 19 de novembro de 2016 a banda apareceu como convidada no programa Saturday Night Live. Eles tocaram seu single "On Hold" e "I Dare You" pela primeira vez ao vivo.
Todos os três álbuns de estúdio da banda The xx (Xx  , Coexist  e I See You ) tiveram ótima recepção da mídia especializada.
Em I See You, o The xx deixa o minimalismo de lado e entrega um som mais aberto e expansivo em comparação aos dois anteriores. Os integrantes apresentam um maior domínio vocal e de seus instrumentos. O álbum ainda conta com duas faixas bônus: "Seasons Run" e "Naive", porém apenas na versão japonesa.
A banda lançou em março o clipe para o segundo single 'Say Something Loving', celebrando sua cidade natal (Londres) e o amor
Em março de 2017 vieram ao Brasil pela segunda vez para o festival Lollapalooza, como headliners. Foi um dos shows mais elogiados por público e imprensa.
O álbum alcançou o segundo lugar nos Estados Unidos na semana de sua estreia. Obteve aclamação mundial, tendo nota 85 no Metacritic 
Em maio de 2017 a banda anunciou que o terceiro single será a música 'I Dare You'.
A Revista Time elegeu o I See You (álbum) como o segundo melhor lançamento do primeiro semestre de 2017, ficando atrás somente de 'DAMN' do rapper Kendrick Lamar.
Em julho de 2017, The xx foi indicado novamente ao prêmio Mercury Prize com o álbum I See You  

## Estilo e influências
Os membros da banda citam vários artistas em suas influências. "Jamie começou muito para Soul e depois de lá se mudou para hip-hop e Dance-music baseada no Reino Unido.Ele traz algumas freqüências muito baixas de baixo para a banda.E então eu cresci ouvindo Siouxsie and the Banshees e the Cure.   Nós somos realmente um grande pote de fusão de coisas diferentes. " Ela também mencionou seu gosto por Jimi Hendrix, The Slits, Joy Division, Yazoo, Eurythmics e New Order.
Os vocalistas não escondem seu amor por vários estilos musicais, incluindo o pop e R&B. Romy é fã de Mariah Carey, Madonna, Beyoncé e Sade . Oliver diz que o álbum Miseducation of Lauryn Hill (da cantora de black music Lauryn Hill) é um de seus favoritos da adolescência. Já o produtor Jamie Smith tem preferências por músicas da década de 70 e eletrônica.

## Integrantes

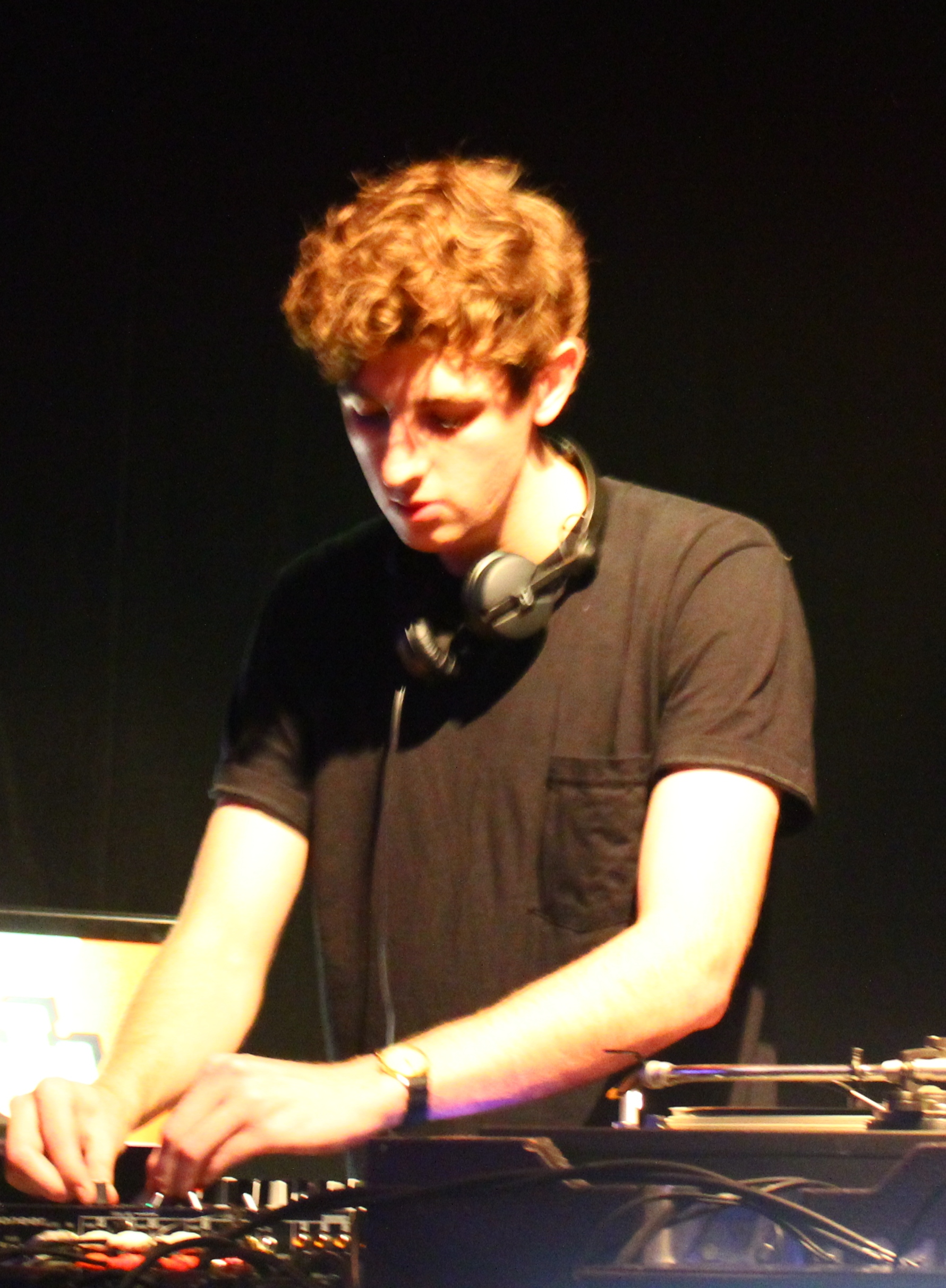
Jamie xx
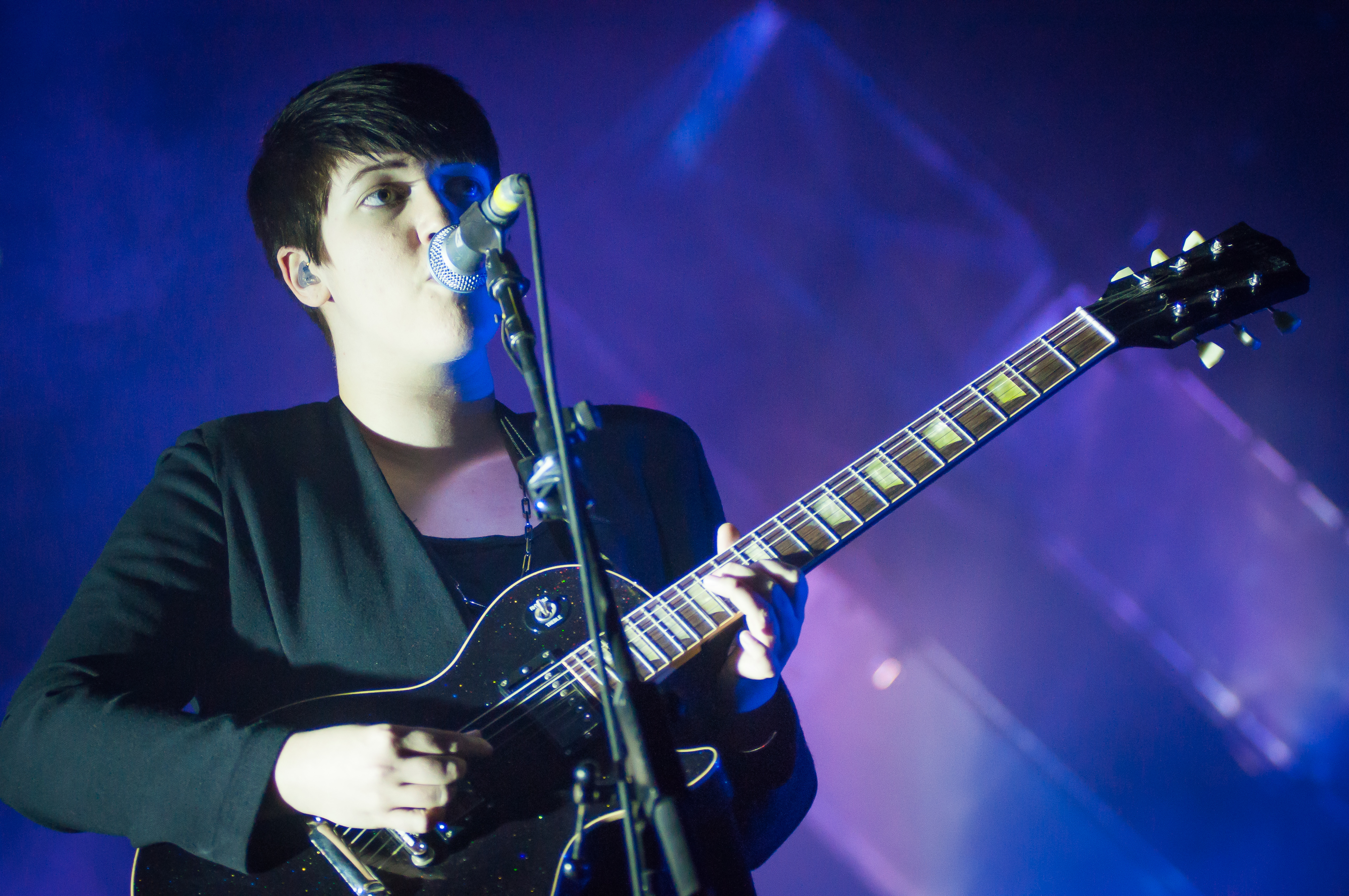
Romy Madley Croft
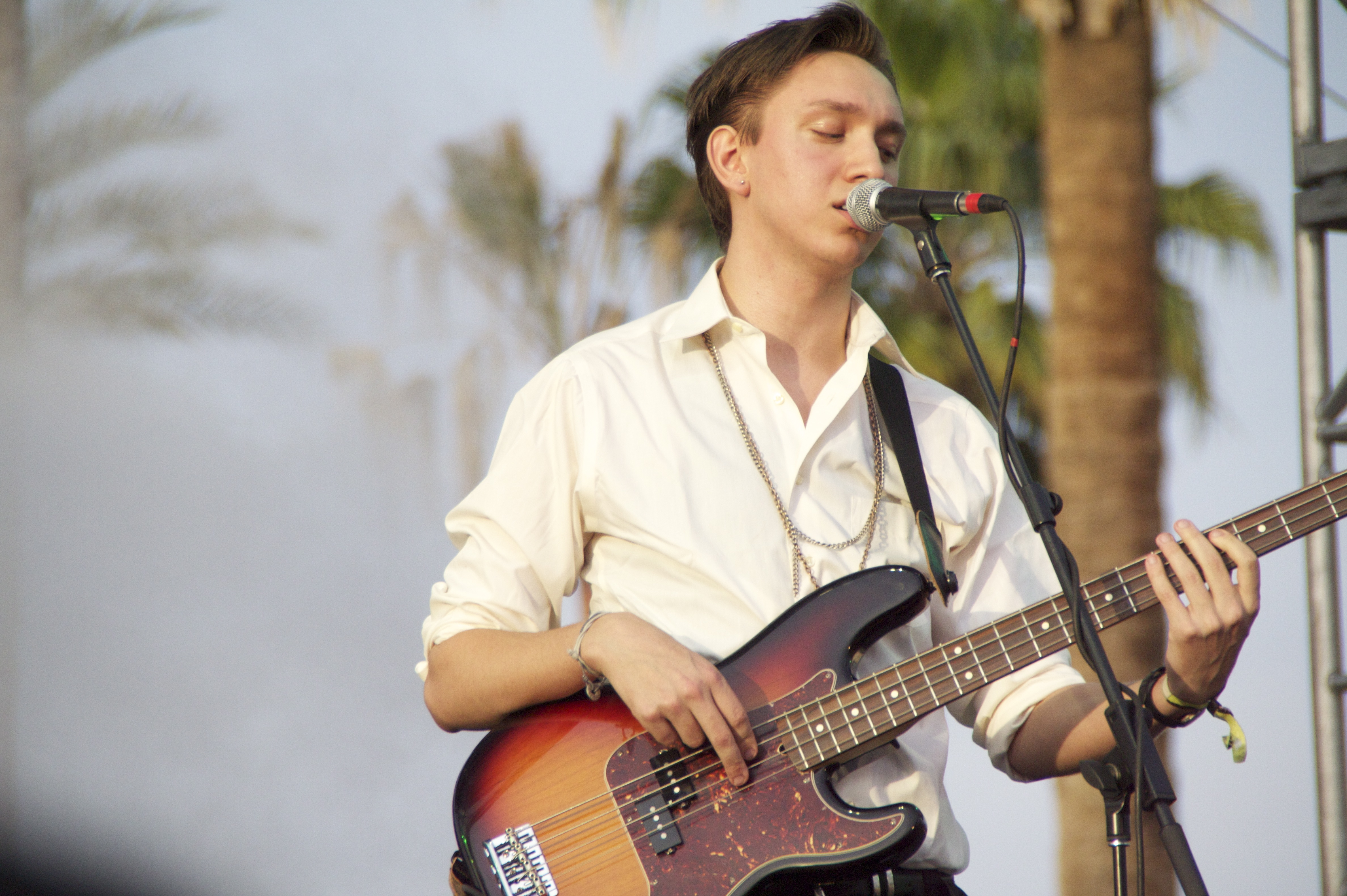
Oliver Sim

Stage Crew: Balta (LV) / Ferreira (PT)

## Discografia
| Ano  | Título do Álbum |
| ---- | --------------- |
| 2009 | xx              |
| 2012 | Coexist         |
| 2017 | I See You       |

## Ligações externa
- Site Oficial do The XX
- The XX (em inglês) no AllMusic
- The xx (em inglês) no Discogs
- Discografia de The XX no MusicBrainz
- The xx no Myspace
- The xx no Last.fm